# Kovács Kálmán (matematikus)
Kovács Kálmán, idősb (Nagyszalonta, 1911. november 27. – Kolozsvár, 1984. február 20.) matematikatanár középiskolákban és egyetemen, szakcikkíró, szaklap szerkesztő, szakfordító. Ifjabb Kovács Kálmán fizikus apja.

## Életútja
A középiskolát szülővárosában (1929), egyetemi tanulmányait Kolozsvárt végezte (1932). Erzsébetvároson, Nagykárolyban, Máramarosszigeten, Szatmáron tanított matematikát, 1949-től a Bolyai Tudományegyetem, 1954-től a kolozsvári Tanártovábbképző Intézet előadó tanára. Négy éven át a Matematikai és Fizikai Lapok főszerkesztője, itt s a Tanügyi Újságban jelentek meg szakcikkei. Számos matematikai tankönyvet fordított.